# Erica aghillana
Erica aghillana är en ljungväxtart som beskrevs av Guthrie och Bolus. Erica aghillana ingår i släktet klockljungssläktet, och familjen ljungväxter. Utöver nominatformen finns också underarten E. a. latifolia.